# Tömböl László
Tömböl László (Pápa, 1957. október 18. –) nyugállományú mérnök vezérezredes, a Honvéd Vezérkar főnöke 2009. január 16. – 2010. június 5. között.

## Pályafutása
1977-ben felvételizett a Zalka Máté Katonai Műszaki Főiskola Légvédelmi Rakéta és tüzér szakára. 1981-ben befejezte a főiskolai tanulmányait, kitüntetéses oklevéllel avatták mérnök főhadnagyként. Mint főtechnikus került a budapesti Magyar Néphadsereg 11. Honi Légvédelmi Rakétadandár állományába, azonban a kinevezéssel egy időben vezénylésre került Pilisszentkeresztre a 2. légvédelmi osztályhoz. 1982-ben – saját kérésére – áthelyezték és kinevezték ütegparancsnoknak.
1985-től százados. Még ebben az évben iskolázták be a kalinyini légvédelmi parancsnoki akadémiára, amit 1988-ban kitüntetéssel végzett el. Az akadémia elvégzése után a 2. légvédelmi osztály parancsnoka őrnagyi rendfokozatban. 1991-ben áthelyezték a 11. Honi Légvédelmi Rakétadandár parancsnokságára, hadműveleti alosztályvezető beosztásba. 1992-től alezredes.
1992 és 1997 között a veszprémi MH Légierő Parancsnokság, majd a szervezeti változást követően a 2. Repülő és Légvédelmi Parancsnokság hadműveleti főtisztje. 1995-ben beiskolázták az Amerikai Egyesült Államok Légierő Vezérkari Akadémiájára. A vezérkari tanfolyam elvégzését követően – 1996-tól, eredeti beosztása megtartása mellett – megbízták a 11. Duna Légvédelmi Rakétadandár parancsnok-helyettesi beosztásának ellátásával, majd 1997. március 1-jén a dandár parancsnokává nevezték ki és előléptették ezredessé. A parancsnoki beosztása ideje alatt a dandárt ezreddé szervezték át 1997. december 31-ével.
Magyarország NATO-meghívását követően, 1998-tól a NATO nápolyi parancsnokságán összekötőcsoport-parancsnok, majd a csatlakozást követően – az összekötő beosztásokat megszüntették – s ekkor a NATO veronai Összhaderőnemi Parancsnokságának állományába került át, katonai együttműködési osztályvezetői beosztásba (1999. szeptember 1. – 2001. július 15.). A veronai parancsnokságról 6 hónapra Koszovóba vezényelték, a KFOR 4 kiképzési főnöki beosztásába.
2001 szeptembertől a Légierő Parancsnokság törzsfőnök-helyettese, decembertől törzsfőnöke volt 2003. június 30-áig. 2002-től dandártábornok, ekkor nyerte el a Magyar Köztársasági Érdemrend tisztikeresztjét. 2003. július 1-jétől az újonnan létrehozott integrációs főnöki beosztást töltötte be. 2005. február 1-jétől a Honvéd Vezérkar törzsigazgatója vezérőrnagyi rendfokozatban. 2007. január 1-jétől – altábornagyi rendfokozatban – az Magyar Honvédség Összhaderőnemi Parancsnokság parancsnoka.
Sólyom László köztársasági elnök 2009. január 16-ai a Honvéd Vezérkar főnökévé nevezte ki, s egyidejűleg előléptette vezérezredessé. A Budai Várban, a Szent György téren megtartott ünnepség során a beosztásból a felső korhatár elérése után távozó Havril András nyá. vezérezredes átadta a Honvédelmi Minisztérium csapatzászlaját – s ezzel jelképesen a beosztását is.
Hende Csaba újonnan megválasztott honvédelmi miniszter a Honvédség vesztegetési botrányaira és morális meggyengülésére hivatkozva kezdeményezte a köztársasági elnöknél felmentését. Ezért Sólyom László június 5-ei hatállyal felmentette megbízatása alól, s egyúttal szolgálati viszonyát 2011. február 5-ével megszüntette és február 6-ai hatállyal nyugállományba helyezte.
2016–2019 között a Magyar Hadtudományi Társaság elnöke volt.
2022 márciusában – a Magyar Honvédség szolgálatában folytatott kimagasló tevékenysége, különösen Magyarország NATO-csatlakozásának előkészítése, illetve a magyar légierő és hazánk nemzetközi katonai kapcsolatainak fejlesztése terén kiemelkedő munkája, példamutató életútja elismeréseként – Áder János államfőtől megkapta a Magyar Érdemrend középkeresztje kitüntetést.